# Lithia
Lithia est une zone non incorporée située dans le comté de Hillsborough, en Floride, aux États-Unis.
Lithia fait partie de l'agglomération de Tampa.